# Муса Камара
Муса Камара (фр. Moussa Camara; Бамако, 12. фебруар 1988) је малијски атлетичар специјалиста у трчању на 800 м. Камара је актуелни рекордер Малија на 800 метара на отвореном и у дворани.

## Значајнији резултати
| Год. | Такмичење                   | Место                        | Плас. | Резултат | Бел.                                       |
| ---- | --------------------------- | ---------------------------- | ----- | -------- | ------------------------------------------ |
| 2005 | Светско првенство младих    | Маракеш, Мароко              | 43    | 1:58,82  |                                            |
| 2007 | Афричко јуниорско првенство | Уагадугу, Буркина Фасо       | 19    | 1:52,60  |                                            |
| 2010 | Светско првенство у дворани | Доха, Катар                  | 23    | 1:55.84  |                                            |
| 2011 | Светско првенство           | Тегу, Јужна Кореја           | 22    | 1:48,15  |                                            |
| 2011 | Свеафричке игре             | Мапуто, Мозамбик             | 9     | 1:49,99  |                                            |
| 2012 | Светско првенство у дворани | Истанбул, Турска             | 19    | 1:52,62  |                                            |
| 2012 | Афричко првенство           | Порто Ново, Бенин            | 8     | 1:49,12  | Архивирано на веб-сајту (19. фебруар 2015) |
| 2012 | Олимпијске игре             | Лондон, Уједињено Краљевство | 45    | 1:51,36  |                                            |
| 2013 | Светско првенство           | Москва, Русија               | 39    | 1:49,78  |                                            |
| 2013 | Игре Франкофоније           | Ница, Француска              | 7     | 1:50,38  |                                            |

## Лични рекорди
на отвореном
- 800 м: 1:46,38 — Тегу, 27. август 2011.

у дворани
- 800 м: 1:52,62 — Истанбул, 09. март 2012.